# 党卫队
黨衛隊（德語：Schutzstaffel，發音：[ˈʃʊtsˌʃtafl̩] ⓘ，簡稱），為德國納粹黨內負責監察黨紀及對黨魁個人忠誠、以及執行黨中央（黨魁）決策命令的分部。其前身為希特勒的個人衛隊，於長刀之夜後兼併失勢的衝鋒隊建制而正式成型。 
納粹黨執政後，隨著國防軍與司法機構內納粹黨員的人數逐漸增長，納粹黨開始對國防部進行滲透，親衛隊在國防部與法務部內也成立相關組織，即為負責作戰的武裝黨衛隊和負責掌握司法關押的骷髏總隊，党凭借掌握武器与枪逐渐巩固其政权地位。該組織除對內維護黨紀、對外維護納粹黨統治外，亦執掌對德國國家機構的忠誠審核，整頓國內社會上被其認為反黨反民族的事物，同時監察德國境內各領域的思想綱領等工作外。希特勒藉任命黨衛隊全國領袖兼任德國內政部長以合併黨職與官職，親衛隊以黨中央機關身份同時執行德國內政部職能，統一指揮黨屬準軍事團體（納粹衝鋒隊）及國家執法機關（蓋世太保），為納粹黨實現黨國一體化最重要的工具。
除上述兩大單位外，因黨衛隊領袖身兼內政部長身份，國家警察（蓋世太保）、國家安全局等國家機構亦一併受其管轄指揮。二戰中后期，由黨衛隊所領導的武裝黨衛隊、骷髅总队及其他准军事部隊针对犹太人及少数敌视群体设计并实施了大屠杀。

## 概要

### 名稱
「Schutzstaffel」直译为護衛（Schutz）部隊（Staffel），為納粹黨為保障黨魁阿道夫·希特勒安全，建立的特別保安部門，後延伸發展成以希特勒為核心、海因里希·希姆莱所領導的直屬權力機構。
因分支機構武裝黨衛隊參與直接戰鬥，導致人們經常將兩者混淆。實際上党卫队的主要功能仍然是紀律檢察和公共治安。

### 權力
1925年由納粹黨黨衛衝鋒隊內部所創建。1929年開始由海因里希·希姆莱擔任親衛隊最高長官開始，該部門迅速擴大權力，以捍衛黨中央領導納粹黨全體的紀律為目的，跨大為以黨首希特勒直接指揮的最高紀律監察機關。1933年納粹黨執政，希特勒就任總理，任命海因里希兼任內政部長，直接實行以黨機關控制德國。隨著《解決人民與國家痛苦的法律》頒布，進一步推動「黨國一體」納粹黨與政府權力一體化。由黨機關的親衛隊經其最高領袖身任德國內閣內政部長，納粹黨組織奪取德國行政機關，納粹黨的紀律監察部門替代德國警察體制。納粹黨以親衛隊建立對應德國政府行政部門職權機能的12機能部：
- 「親衛隊全國領袖個人參謀部」（內政部）
- 「親衛隊行政部」（財政部）
- 「親衛隊作戰部」（國防部）
- 「親衛隊人事部」（人力資源部）
- 「親衛隊國家安全部」（國家安全部）
- 「秩序警察本部」（警務部）
- 「親衛隊司法部」（司法部）
- 「海斯邁爾上级集團領袖本部」（教育部）
- 「親衛隊人種與移居部」（衛生部）
- 「親衛隊強化德意志民族高級專員部」（文化部）
- 「親衛隊國外德意志民族事務部」（外交部）
- 「親衛隊經濟本部」（經濟部）

以此親衛隊所掌握的「治安警察」（刑事警察與蓋世太保）、「秩序警察」（防暴、消防）、保安處（情报搜集）、集中營（監禁、處決）4大領域為納粹黨控制德國權力基石。執行監督黨內紀律，確保擁戴納粹黨中央領導的忠誠。打擊任何活躍或潛在國內敵人，摧毀意圖破壞民族團結的反對運動。主導投入社會文化教育，宣揚納粹主義精神和所內涵的民族文化深入人心。以權勢、恐嚇、刻意煽動縱容暴力手段，威脅各領域的言論，達到輿論與媒體的整改至符合納粹黨政策。營運德國內外的滲透組織工作，獲取國家利益與政治穩定情報。負責各地集中營與滅絕營的管理，並至佔領區與戰場前線清洗不符種族政策之原住居民等任務。
除個別部門屬下特殊部隊(「骷髅总队」、「武裝親衛隊」)成員外，以上納粹親衛隊全體正式人員，統稱为普通隊員。
第二次世界大戰时期，親衛隊直接接管德國佔領區的所有警政勤務，貫徹佔領區內綏靖鎮壓、清算反抗、逮捕異議、政治迫害的統治，其部門、成員不一進行成大量的戰爭罪及反人類罪行動。
尤其戰時主導佔領區和軸心各國內的猶太人與吉普賽人的種族奴役、屠殺工作。強制猶太人進入集中營進行無人道的嚴酷勞動生產，以直接處決和間接惡劣環境的手段，造成550萬到600萬名猶太人、22萬人到150萬羅姆人和其他受害者死亡。
德國戰敗後，紐倫堡國際軍事法庭判定其為犯罪組織，使其成為納粹黨最惡名昭彰的機構。僅存的最高級別官員，恩斯特·卡爾滕布倫納在國際法庭中被判反人類罪行成立，執行絞刑。
時至進入21世紀，對未接受審判的逃逸親衛隊員，其犯罪追溯永不中斷，仍持續發布追捕。未接受定罪之所有親衛隊員，一經確認本人死亡，即追判身分為戰爭犯罪者載入史冊，毫無僥倖。

## 历史

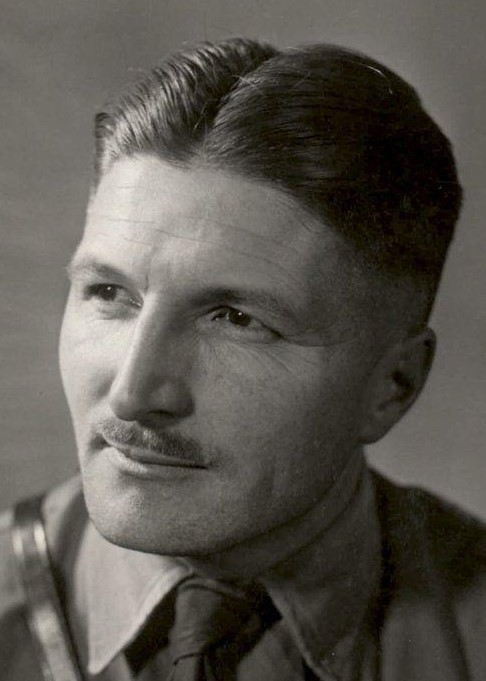
第二任親衛隊全國領袖約瑟夫·貝希托爾德。

### 前身
1923年3月，時任納粹黨財務處長兼衝鋒隊幹部的約瑟夫·貝希托爾德與同為衝鋒隊幹部的尤利烏斯·施雷克共同為希特勒另外從冲锋队中編制組織專護衛他本人的「儀仗警衛隊」（Stabswache），該組織於1923年5月改組為「阿道夫·希特勒突擊隊」，由約瑟夫·貝希托爾德擔任總指揮。1923年纳粹党為奪取巴伐利亞政權而在巴伐利亞首府幕尼黑市的贝格勃劳凯勒啤酒馆發動以衝鋒隊發動武裝奪權的啤酒館政變，阿道夫·希特勒與赫尔曼·戈林和鲁道夫·赫斯3人一同率領600名衝鋒隊員衝入占領贝格勃劳凯勒啤酒馆並宣稱成立新巴伐利亞政府，衝鋒隊幹部恩斯特·罗姆率領1,000多名衝鋒隊員占領巴伐利亞邦邦防軍司令部、廣播電台等重要公共設施。但在納粹黨與其它共同起義的右翼武裝團體（政務官團等）為新政府指揮權爭執不休下，巴伐利亞邦防軍副總司令立即宣布巴伐利亞邦軍不聽從向被占領的州軍司令部指揮。
在由同參加政變的德軍退役將將領埃里希·鲁登道夫向駐巴伐利亞的德國國家防衛軍第7師團司令奥托·冯·洛索少將說服駐軍加入政變前，洛索已接收到德國國家防衛軍總司令汉斯·冯·塞克特所下達的鎮壓命令。因此在國家防衛軍與巴伐利亞邦防軍的一同保護下，巴伐利亞政府立即發布全州警急狀態並發布下令解散納粹黨任何活動，並同時在國家防衛軍、防衛軍軍校生、巴伐利亞邦防軍及警察部隊的合作下，一一將盤距在慕尼黑市內的納粹黨員、衝鋒隊、一同發動起義的各右翼武裝團體成員全部鎮壓逮捕。在此次政變失败之后，巴伐利亞政府立即下令冲锋队和突擊隊全部強制解散。

### 成立
在啤酒館政變時被逮捕判刑的希特勒於1925年出獄後，立即向巴伐利亚州州长海因里希·黑尔德協商，在保證絕不會再度使用武裝暴動來奪取政權的承諾下，德國政府於1925年2月25日解除納粹黨的非常狀態警戒，納粹黨再度結成。同年4月，約瑟夫·貝希托爾德於啤酒館政變失敗後，逃往奧地利尚未回國，於是希特勒先另行向施雷克下令，重新組織一支在各种集会及平時行動中保护希特勒人身安全的隨扈團，取名為「親衛隊」，施雷克擔任隊長，最初由8个人组成，和阿道夫·希特勒突擊隊的差異，是這支新的護衛隊不再由衝鋒隊成員中直接抽調，而是嚴格的從納粹黨員、衝鋒隊員中，選擇沒有任何警察調查記錄、並有兩名以上納粹黨員作為保證人的人選，獨立組成的部隊，奠定了親衛隊之後精英主義的開端。1925年9月，施雷克再將親衛隊擴張成為納粹黨每個地方黨部、黨內派系都配置來護衛各黨部幹部、派系領導等納粹黨要的正式編制，使親衛隊轉成擴張保護全體納粹黨重要幹部人身安全的納粹黨正式隨衛團，施雷克並改組親衛隊的組織成符合全黨規模的指揮編制體系，該部門首長也甚至稱為“親衛隊全國領袖”（Reichsführer）。和維護納粹黨平常黨務、政黨活動、納粹黨資產安全的衝鋒隊並立。隔年1926年4月，因幕尼黑事件而流亡奧地利的前阿道夫·希特勒突擊隊隊長約瑟夫·貝希托爾德回國，施雷克卸任親衛隊全國領袖，約瑟夫·貝希托爾德交接成為親衛隊第2任親衛隊全國領袖。
但7月，冲锋队扩充成为一个全国性组织後，藉由在第2次納粹黨代表大會時以黨員支持優勢批鬥貝希托爾德，將親衛隊納为隸屬冲锋队的下属组织，時任“衝鋒隊最高領袖”的弗朗茨·普费弗·冯·萨洛蒙強硬要求貝希托爾德並卸任親衛隊全國領袖，轉回衝鋒隊身分，因此3月親衛隊副領袖埃哈德·海登接任貝希托爾德成為第3任親衛隊全國領袖。由於弗朗茨的衝鋒隊對親衛隊下達的親衛隊規模不可超過衝鋒隊10%的限制，以及埃哈德·海登任親衛隊全國領袖後在編制限制下大幅強化親衛隊的精英理念，嚴格要求堅韌的紀律和素質，使其親衛隊從全盛時的1,000人縮減到280人，連執行职务的黨要護衛都有疑慮。因此慘遭弗朗茨的衝鋒隊提出解散親衛隊，將護衛職權納入衝鋒隊的提案。但埃哈德任命海因里希·希姆萊為他的代理，重新強化親衛隊的領導和編制，使親衛隊勉強維持編制。1929年1月6日，埃哈德被弗朗茨告發身穿的制服來自猶太人經營的店製作，在希特勒的授意下辭去親衛隊全國領袖，由海因里希·希姆萊接任第4任親衛隊全國領袖。

### 轉變警察機構
因1929年10月24日的經濟大恐慌爆發，讓德國當時社會環境冒出大量失業者，失業勞工因為痛恨執政的基督民主黨，聲稱也是“國家社會主義者”，加入納粹黨擴編中的警衛部隊衝鋒隊和親衛隊親衛隊出於嚴謹考選以及被衝鋒隊限制而成長有限，12月底也才成長至2700人。。但衝鋒隊寬鬆的管理造成各地冲锋队因為過多的人數短時間的加入迅速膨脹，成員素質低下並有眾多工權主義份子混入使其難以控制。開始有眾多的衝鋒隊員在德國各地暴動，自行組織不受黨部管制的政治主張，即使是身為黨魁的希特勒也難以指揮。這對在慕尼黑暴動失敗後，目標是合法取得政權的納粹黨，是很大的形象傷害與政治問題。讓希特勒本人深刻體會到納粹黨必須有自身的警察組織，來確保黨內秩序的必要性，而由原本就是擔任他護衛和具備高度紀律的親衛隊身任最恰當。1930年，希特勒趁德國國會選舉時，以衝鋒隊黨員的素質不佳為由，要求衝鋒隊員從納粹黨的國會議員後補中剔除。並且在11月7日發布了「親衛隊最首要的任務就是在黨內執行警察職責」的命令，確立了親衛隊在黨內具有的警憲權力。弗朗茨為了對此表示大表不滿抗議而辭去衝鋒隊最高領袖职务，衝鋒隊最高領袖開始直接由希特勒擔任，藉此希望擴張親衛隊的警察權和衝鋒隊掌握。但此舉引發衝鋒隊內的柏林東部領導瓦尔特·施滕纳斯的不滿，要求將當時身任納粹黨大管區領袖（大管區為納粹黨地方黨部的管制組織）的約瑟夫·戈培爾解任，但遭黨部拒否，8月30日，維爾特率旗下東柏林衝鋒隊攻擊大管區位於柏林的本部，時任柏林親衛隊領導的庫爾特·達呂格（前柏林衝鋒隊領袖，1930年7月加入親衛隊，因為與希姆莱之間的協議，柏林的親衛隊由他獨立指揮）率隊來抵抗卻失敗，最後是由普魯士邦正規政治警察介入才得以鎮壓庫爾特的衝鋒隊。
為此當時希特勒認為必要有監視納粹黨內的反抗勢力的監視組織和整頓黨內政風，因此授權希姆莱開始改組親衛隊的組織，並在1930年11月7日正式下達納粹黨的命令，正式將親衛隊成為納粹黨內的警察組織，賦予負責警備納粹黨黨部褐色之家的總警備，負責「防止共產份子和任何干擾黨的活動」任務，用於監控黨內、逮捕不服從黨路線份子。並自此從衝鋒隊獨立，必要時衝鋒隊必須服從於親衛隊的指揮。

### 掌握全国警務

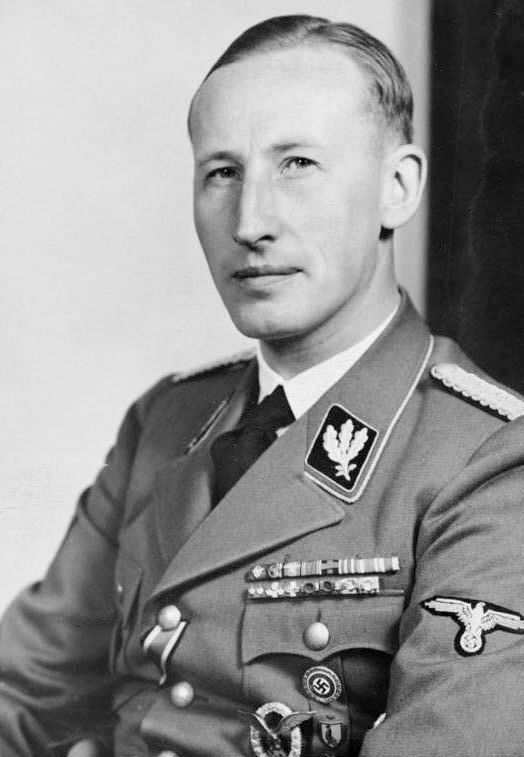
萊因哈德·海德里希是希姆萊的得力助手，也是親衛隊第2號人物。他於1942年遭到暗殺。

1931年6月，從海軍失業的萊因哈德·海德里希加入親衛隊，成為希姆莱和他的得力干将，在1932年，希姆莱给了莱茵哈德·海德里希一个任务，要求在親衛隊内建立一个高水準的机构，即“親衛隊情報科”。1932年，親衛隊情報科改組為保安處，萊因哈德·海德里希讓保安處在各地黨部內都設有支部和眾多活動人員。讓保安處使它當時不只成為了納粹黨內各黨部的監控機關，還掌握德國境內所有不同政黨政敵、關員與各地情資的龐大情報機構。使之納粹黨之所能有效從政治活動上取得優勢、掌握及時局勢反應、操作舆论情報，最終在合法選舉內擊敗反對政黨取得優勢席次的最強利器。保安處規模與效率大到連衝鋒隊內也意圖效仿而成立自身的情報課。
因1933年1月30日希特勒就任總理，納粹黨幹部開始到各州政府擔任要職。於3月9日納粹黨國會議員弗朗茨·里特率領衝鋒隊和親衛隊鎮壓反抗納粹黨政權的巴格利亞政府，並在之後擔任慕尼黑警察首長、而海德里希就任慕尼黑警察政治局長。4月，希姆莱擔任巴格利亞邦警察首長、海德里希就任巴格利亞邦警察政治局長。另一方面柏林親衛隊領袖庫爾特擔任就任普魯士邦總理的戈林旗下的特別警察委員，以警察中將的身分掌控普魯士邦警察權力。2月22日，戈林把25,000名衝鋒隊員、1萬5,000名親衛隊員，編制為普魯士邦“補助警察”以執行警務工作，由身為特別警察委員的親衛隊領袖庫爾特指揮。最後希姆莱就任德國的全國警察首長一職，親衛隊實質上吸收了德國的警察組織。同時柏林大本營警卫隊成立，纳粹黨在慕尼黑、漢堡及德勒斯登等大都市成立了政治警备隊，作為其在國內執行政治任務的部隊。這些部隊也就是日後特别机动党卫队（SS-Verfügungstruppe，缩写：SSVT）。1934年，納粹黨藉國會縱火案專政後，納粹黨衝鋒隊迅速擴張到400萬人（警備人員350萬，武裝人員50萬），成為納粹黨滲透德國各地的主要工具。但也因數量過度龐大被暱稱為「第2個國防軍」，甚至衝鋒隊中醞釀要解體國防軍由衝鋒隊取代的聲浪不斷提高。這嚴重傷及執政後納粹黨與國防軍之間的政治互信，因此希姆莱決議於1934年6月30日大肆逮捕衝鋒隊內的反抗勢力，即长刀之夜。此後親衛隊完全凌駕於衝鋒隊之上，並取代衝鋒隊成為納粹黨主要政治行動組織（但衝鋒隊仍是納粹黨人數最多的組織）。同年，希特勒赋予了親衛隊管理所有集中营的权力。1937年希特勒設置「親衛隊以及警察高級領袖」（Höhere SS und Polizeiführer、簡稱HSSPF）將親衛隊與警察在制度上直接合併。1939年，為了避免親衛隊保安部與德國執掌國家安全的保安警察權限重疊，親衛隊成立“德国中央保安局”將德國警政的秘密警察（即蓋世太保）刑事警察局與黨衛隊保安部都總合旗下。

### 軍事組織

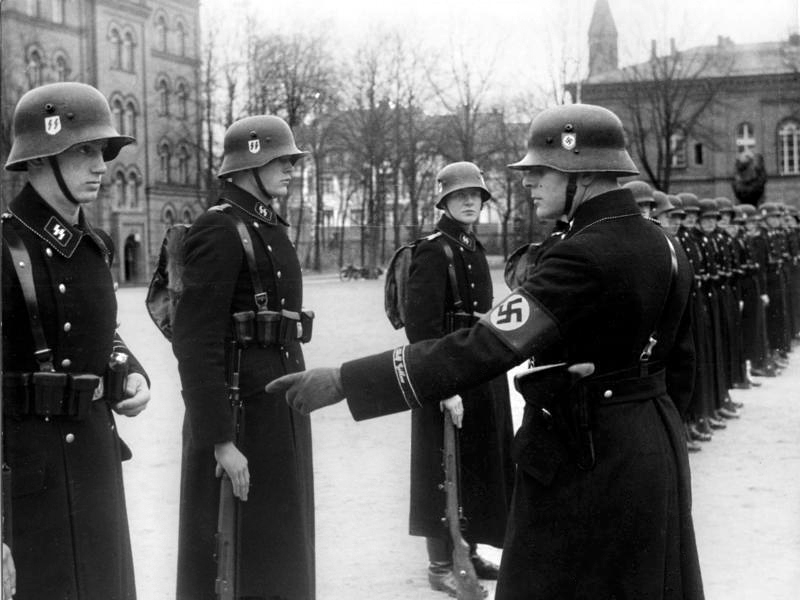
1938年11月，阿道夫·希特勒警衛旗隊成員正於柏林接受例行校閱。

國防軍因疑慮親衛隊成為另一個衝鋒隊，時任國防部長维尔纳·冯·勃洛姆堡計畫應將多個納粹準軍事組織與親衛隊特遣隊統編管制，因此藉由協助親衛隊成立3個團規模的武裝部隊，每個團皆下轄3個營、1個摩托化步兵連及1個迫擊砲連；其成員均由已於國家勞役團服役完畢的志願者組成，即親衛隊特別機動部隊。由國防軍中將保羅·豪塞爾退役後出任特別機動部隊督察，並創建親衛隊軍官學校，特別機動部隊仰賴國防軍提供武器裝備與軍事訓練，嚴格管制對親衛隊武裝士兵數目的徵募系統，從招募到訓練都由國防軍掌握，使國防軍的影響力滲透約束控制親衛隊。1937年10月，親衛隊所自組的邊防部隊被國防軍勒令解散，直至1939年5月時國防軍對親衛隊特別機動部隊「德意志旗隊」的演習測考感到非常滿意，計畫將其建制擴編為一個正式的師。慮及親衛隊特別行動隊未配備重裝備及火砲，在希特勒於波蘭作戰前夕，親衛隊特別行動隊的砲兵團緊急成立，親衛隊特別行動隊遂被正式核准成為一個員額不到兩萬人的師。1939年末，在包含由警察組成的警察師和骷髏總隊組成的骷髏師後，親衛隊特別機動部隊達到56,000人的規模。1939年11月末，為了準備執行黃色作戰，國防軍核准親衛隊成立獨自的軍事指揮體制，即親衛隊作戰部，黨衛隊特別機動部隊正式改名為武裝黨衛隊，其他的非軍職的稱為“一般親衛隊”。

### 解散
希特勒自杀身亡后，卡尔·邓尼茨就任德国总统，新政府最初的几项举动就包括取缔党卫队。在希特勒自杀前不久，党卫队组织开始变得涣散而群龙无首了。党卫队的一些高级将领，包括希姆莱本人，都被希特勒公开指责为叛徒。因为希特勒相信这些党卫队已经开始和盟军谈判投降事宜了。值得一提的是，在战争的最后几个月内，由于条件恶劣，大量的党卫队员开始开小差，逃离部队。他们有的来自管理集中营的部队，有的来自安全部门，例如安全部和盖世太保。他们这样做，是因为他们清楚地看到了战争即将以失败告终的事实。他们宁愿被德国人当作擅离职守的逃兵抓起来，也不愿意被当作战犯而遭到盟军逮捕。
1946年9月30日，纽伦堡军事法庭的法官对党卫队组织作了判决，宣布它是一个犯罪组织。法官们强调，“党卫队这个组织的目的是罪恶的，包括迫害、灭绝犹太人，将他们残忍地杀害于集中营中；毫无节制地强迫被占领区人民劳动，奴役他们；虐待和虐杀战俘”。

### 二战后
依据西蒙·维森塔尔的陈述，一些党卫队的军官在战争即将结束的时候逃亡到了阿根廷，并在布宜诺斯艾利斯建立一个纳粹逃亡组织，代号为ODESSA（“前党卫队成员组织”德文的缩写）。他们和德国、瑞士、意大利、梵蒂冈、西班牙的一些宗教势力，甚至是罗马教廷有联系。据说ODESSA曾经帮助阿道夫·艾希曼、約瑟夫·門格勒、埃里希·普里克等，还有其他许多战犯在拉丁美洲找到了庇护所。但是一些史学家认为有关纳粹分子逃亡拉丁美洲的故事是被人为地夸大了。
现在，有一些新纳粹组织发表声明，他们应该被视为党卫队这一组织的发展和继续。但是还没有一个新纳粹组织被公认为是党卫队的延续，它们的组织通常比较松散，仅有一些不成系统的章程。

## 組織

### 中央
納粹黨親衛隊的指揮體系共分成12個“本部”來管理，12個本部全向希姆莱負責。

#### 親衛隊全國領袖個人參謀部
以親衛隊旅隊領袖卡爾·沃爾夫的司令部改組而成，是以希姆莱個人組成的參謀部，參謀長為卡爾·沃爾夫。

#### 黨衛隊行政部
除了帝國保安部與作戰本部外，管轄全黨衛隊勤務的機構，但人事與財政有專屬的本部管轄，主要調度和管制各親衛隊機構。

#### 親衛隊作戰部
親衛隊作戰部名義上指揮武裝親衛隊，原為希望成為武裝親衛隊總司令部而成立，但因武裝親衛隊實際是由國防軍所指揮，故本部實際負責武裝親衛隊的人員後送、補充、後勤管制、勤務。

#### 親衛隊人事本部
親衛隊人事的管轄機構，負責隊員的招募與職務任命勤務。

#### 親衛隊國家安全部
德國保安警察與黨衛保安处合併而組成的指揮本部，負責德國內與佔領地政戰工作勤務指揮，共分有7处：
- 1处：人事（Personal）
- 2处：组织、總務、法務（Organisation, Verwaltung und Recht）
- 3处：国内保安部、反间谍（SD-Inland）
- 4处：秘密警察（GeheimesStaatspolizeiamt）
- 5处：刑事警察（Reichskriminalpolizeiamt）
- 6处：境外谍报（SD-Ausland）
- 7处：世界观調查、分析（Weltanschauliche Forschung und Auswertung）

#### 秩序警察本部
指揮納粹德國境內的常規警政單位「秩序警察」。

#### 親衛隊司法部
親衛隊司法部是親衛隊針對其隊員行為懲處的司法機構。

#### 海斯邁爾上级集团领袖本部
由親衛隊上级集团领袖奥古斯特·海斯迈尔設立的親衛隊軍訓政治教育工作本部。

#### 親衛隊人種與移居部
為了為使親衛隊日爾曼民族血統，在殖民至東部佔領區後不會因通婚混濁，於1931年創立機構。轄管親衛隊員結婚的審查許可，以「結婚女方最少要為近乎同等人種（西歐白種人）」為最低要求。

#### 親衛隊強化德意志民族高級專員部
親衛隊強化德意志民族高級專員部由希特勒1939年10月7日任命的強化德意志民族高級專員辦公室擴大為該部，主派遣、管理佔領區德國公民，增加佔領區內的德國移民數目比例，安排所佔有資源給予德國殖民者，達成占領地區「德意志本土化」任務目的，為德國擴張政策的中樞實行部門。
- A局：移居與職業安置
- B局: 經濟與生產
- C局: 建設與公共機關

#### 親衛隊國外德意志民族事務部
原為了協助東歐與一戰前德國殖民地等，不在德國本土的德裔回國而成立，但隨著德意志重新對外殖民的政策興起，該部分擔一部分親衛隊強化德意志民族高級專員部的勤務。負責實際招募/動員國內意願前往佔領區殖民的德國公民，協助移民交通運輸和移居安置諮詢。

#### 親衛隊經濟與管理本部
原屬親衛隊行政部轄管機關，1939年6月從親衛隊行政部獨立為「經濟管理部」（Hauptamt Verwaltung und Wirtschaft）和「建設財務部」(Hauptamt Haushalt und Bauten) ，1942年2月1日合併為親衛隊經濟與管理本部，負責營運親衛隊經營之企業，和監督集中營的建造與管理，戰爭後期V-2火箭的生產移轉至其C局管理。
- A局：行政 
  - 局長Heinz Fanslau旅級領袖
- B局：管理
  - 局長Georg Lörner集團領袖
- C局：建設
  - 局長Hans Friedrich Karl Franz Kammler上级集團領袖
- D局：集中營
  - 局長理查德·格吕克斯集團領袖
    - 骷髅總隊於1942年起移撥至此管轄
- W局：經濟
  - 局長Oswald Ludwig Pohl上级集團領袖（首任）、August Frank上级集團領袖（接任）

## 階級
親衛隊的階級體系是獨特的，它們並未照搬德國國防軍的軍銜體系，而是沿用了當年冲锋队的編制。
- ：親衛隊最高集團領袖（全国总指挥），同國防軍大將
- ：親衛隊上級集團領袖（全国副总指挥），同國防軍上將
- ：親衛隊集團領袖（地区总队领袖、地区总队长），同國防軍中將
- ：親衛隊旅隊領袖（旅队长），同國防軍少將
- ：親衛隊上級領袖（区队长），無相應軍銜
- ：親衛隊旗隊領袖（旗隊長），同國防軍上校
- ：親衛隊上級突擊隊大隊領袖（一级突击队大队长），同國防軍中校
- ：親衛隊突擊隊大隊領袖（二级突击队大队长），同國防軍少校
- ：親衛隊高級突擊隊領袖（一级突击队中队长），同國防軍上尉
- ：親衛隊上級突擊隊領袖（二级突击队中队长），同國防軍中尉
- ：親衛隊下級突擊隊領袖（三级突击队中队长），同國防軍少尉
- ：親衛隊突擊隊領袖（突击小队长），同國防軍資深軍士長
- ：親衛隊高級小隊領袖（一级小队长），同國防軍上等軍士長
- ：親衛隊上級小隊領袖（二级小队长），同國防軍軍士長
- ：親衛隊小隊領袖（三级小队长），同國防軍準軍士長
- ：親衛隊下級小隊領袖（三級小隊副），同國防軍軍士
- ：親衛隊分隊領袖（代理三級小隊副），同國防軍上等豁免兵
- ：親衛隊突擊隊員（突击队员），同國防軍豁免兵
- ：親衛隊上級隊員（組長、上級狙擊兵），同國防軍上等列兵
- ：親衛隊隊員（隊員、狙擊兵），同國防軍列兵

## 历任领导人
| 姓名              | 照片 | 任職時間                   | 親衛隊編號 | 加入親衛隊時間                     | 納粹黨編號 |
| ----------------- | ---- | -------------------------- | ---------- | ---------------------------------- | ---------- |
| 尤利烏斯·施雷克   |      | 1925年~1926年              | 5          | 1925年4月4日（親衛隊的創立者之一） | 53         |
| 约瑟夫·贝希托尔德 |      | 1926年~1927年              |            | 非親衛隊成員                       | 964        |
| 埃哈德·海登       | －   | 1927年~1929年              |            | 1929年遭親衛隊除名                 | 74         |
| 海因里希·希姆莱   |      | 1929年~1945年              | 168        | 1925年8月8日                       | 14.303     |
| 卡爾·漢克         |      | 1945年4月29日~1945年5月5日 | 203.013    | 1934年2月15日                      | 102.606    |